# 해리슨 반스
해리슨 브라이스 조던 반스(영어: Harrison Bryce Jordan Barnes, 1992년 5월 30일 ~ )는 미국의 농구 선수로 포지션은 스몰 포워드, 파워 포워드이다. 2024년 7월 현재 미국 프로 농구 리그인 전미 농구 협회(NBA)의 샌안토니오 스퍼스 소속이다.

## NBA 선수 시절
2012년 3월 29일, 반스는 대학교 동료인 타일러 젤러, 켄달 마샬, 존 핸슨과 함께 2012년 NBA 신인 드래프트에 참가한다고 선언했다. 클리블랜드 캐벌리어스, 샬롯 밥캐츠, 워싱턴 위자드, 토론토 랩터스의 4개 팀과 워크아웃을 했지만, 골든스테이트 워리어스가 1라운드 전체 7위로 지명했다. 워리어스는 반스의 농구 선수로서의 기술과 직업관을 높이 평가했다.